# Chiesa di Sant'Aleksandr Nevskij
La chiesa di Sant'Aleksandr Nevskij (in serbo Црква Светог Александра Невског?, Crkva Svetog Aleksandra Nevskog) è un luogo di culto serbo ortodosso con funzioni di parrocchia che si trova a Belgrado, capitale della Serbia.

## Ubicazione
L'edificio sorge nella parte pianeggiante del quartiere Dorćol, appartenente amministrativamente al comune urbano di Stari Grad, al civico 63 della via Cara Dušana. Nelle sue vicinanze, si trovano la zona di Skadarlija, famosa per la sua vita notturna e il porto sul Danubio.

## Storia

### Il tempio primitivo
Tra il 1876 e il 1878 la Serbia combatté, insieme alla Romania e al Montenegro un conflitto con l'Impero ottomano per ottenerne l'indipendenza: in appoggio alle rivendicazioni di libertà dei popoli cristiani sottomessi ai turchi, moltissimi volontari partirono dalla Russia e si unirono agli eserciti ribelli. La grande mobilitazione, in particolare nei confronti del popolo serbo, fu patrocinata anche dalla principessa Aleksandra Petrovna, cognata dello zar Alessandro II di Russia. Pure lo zar appoggiò indirettamente la lotta dei fratelli di fede con l'invio di alcuni ufficiali. 

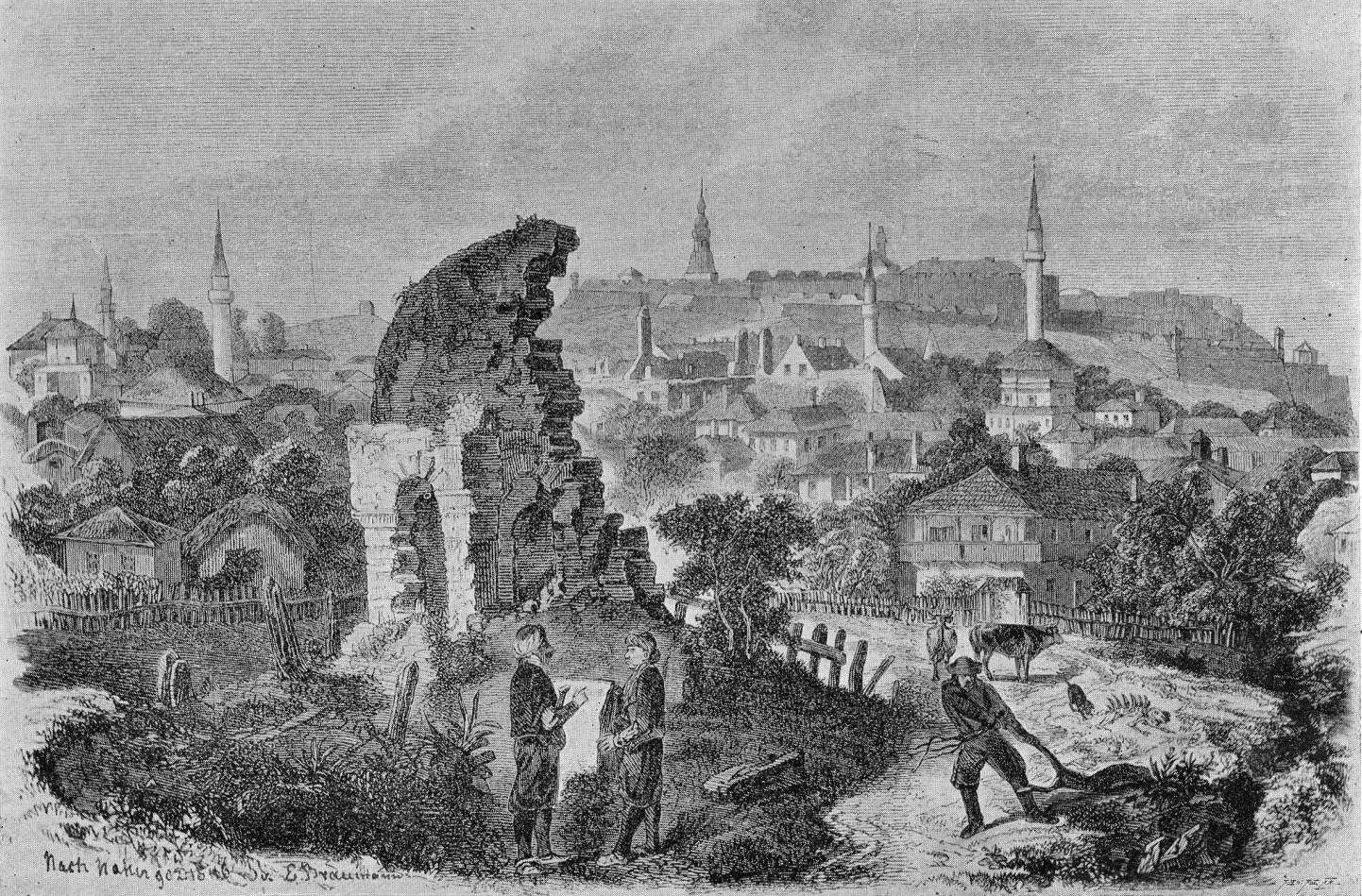
Vista di Dorćol nel 1899

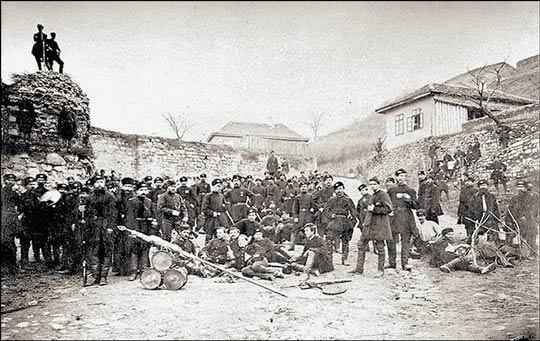
Soldati russi nei pressi del Kalemegdan

Le truppe russe acquartierate a Belgrado avevano portato con sé immagini sacre e vessilli a tema religioso, tra cui due icone, una di san Giorgio, patrono della città di Mosca e una di Aleksandr Nevskij, eroe nazionale venerato come santo, di cui i militari erano particolarmente devoti. In onore del Nevskij, nel 1876, fu realizzata una tenda-cappella con iconostasi in legno, in cui i soldati potevano pregare, partecipare a funzioni religiose e ricevere la benedizione prima di iniziare un combattimento. Questa struttura mobile veniva trasportata sui campi di battaglia per essere una vera e propria chiesa da campo.
Nel gennaio del 1877, nonostante l'aiuto finanziario e militare della Russia, dopo che l'esercito serbo venne sconfitto in diverse battaglie, il governo firmò la resa con la Turchia. La tenda venne portata a Belgrado e, dapprima, installata davanti alla sede dell'università, poi, di fronte alla cattedrale di San Michele. Il metropolita Mihailo Jovanović le assegnò un clero stabile per fornire quotidianamente assistenza religiosa ai combattenti rientrati in città. Vista la debolezza delle truppe serbe e di quelle montenegrine, lo zar Alessandro II decise, nell'aprile del 1877 di entrare direttamente in guerra, inviando l'esercito sui vari fronti aperti.
Nella seconda metà del XIX secolo, la popolazione di Dorćol era andata aumentando. Le autorità cittadine avevano deliberato di inserire nel piano regolatore di Belgrado la costruzione di chiese nelle zone periferiche e di nuova urbanizzazione, e, quindi, di dotare anche Dorćol di una parrocchia.
Nel maggio del 1877 si decise di costruire una sede stabile per la cappella militare russa per dare conforti religiosi ai soldati di Mosca nuovamente operativi: si stabilì di realizzarla nella zona di Dorćol per venire, così, incontro anche alle esigenze spirituali dei suoi abitanti. Il luogo scelto per la costruzione fu un terreno dove sorgeva una moschea in rovina, accanto ad una caserma, all'angolo tra la via Dubrovačka e la vecchia via Dušanova. Il piccolo tempio in mattoni ricoperti da intonaco fu consacrato dal metropolita Mihailo il 1º ottobre 1877.
L'ingresso dell'esercito imperiale russo in guerra fu decisivo per la vittoria dei serbi sugli ottomani, e la chiesetta dedicata ad Aleksandr Nevskij divenne un luogo di importantissimo per i fedeli ortodossi che vi si recavano per ringraziare il santo per la vittoria e pregare in suffragio delle anime dei russi morti in battaglia. La chiesa divenne anche uno dei centri d'irradiamento della cultura russa in Serbia, che, dalla vittoria, incominciò ad essere molto popolare.

### La chiesa definitiva

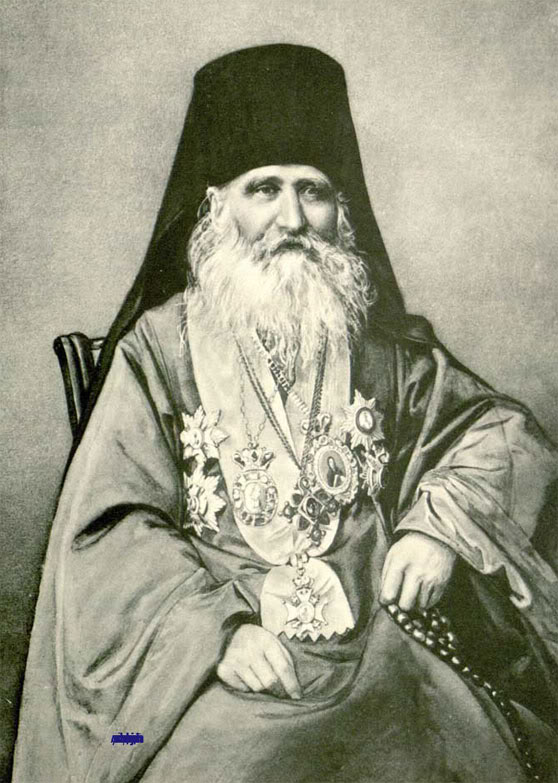
Il metropolita Mihailo

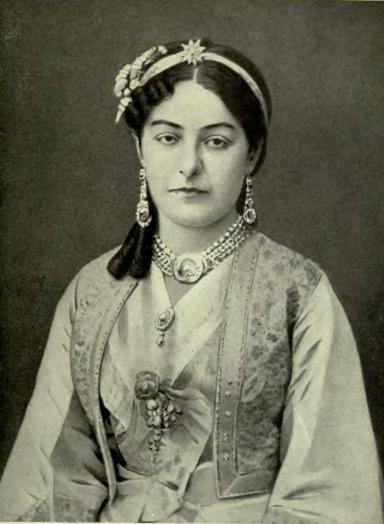
la regina Natalia

La vita della piccola chiesa dedicata al santo combattente russo si intrecciò con le vicende politiche della Serbia di fine Ottocento. Terminata la guerra, re Milan IV Obrenović abbandonò l'alleanza con la Russia zarista, per entrare nella sfera d'influenza asburgica. Tale presa di posizione creò un periodo di instabilità politica e di contrasti dinastici.
Il fatto che la chiesa di Dorćol fosse legata spiritualmente legata alla Russia, curata e finanziata dalla moglie di Milan, la regina Natalia, notoriamente filorussa e amata da coloro che politicamente si richiamavano ai legami con Mosca, potrebbe aver contribuito alla decisione delle autorità comunali di demolirla. Ufficialmente, la decisione fu presa perché il nuovo piano regolatore della zona prevedeva di creare ampi viali dove erano i vicoli e i sentieri malsani del quartiere di epoca turca, e perché i materiali poveri con cui era costruito il tempietto non avrebbero retto all'usura del tempo. In effetti, la decisione fu presa nel 1891, quando, ormai, re Milan aveva abdicato in favore del figlio Alessandro I, ma le lotte tra filorussi e filoaustriaci nel Paese si protrassero per diversi anni e la politica filoasburgica fu messa da parte solo col definitivo allontanamento di re Milan nel 1892. Il 1º ottobre 1891, il giorno della demolizione, in zona scoppiarono rivolte e gli operai vennero minacciati. Le autorità assicurarono che avrebbero quanto prima disposto la costruzione di una nuova chiesa nel quartiere, da costruirsi insieme alle altre infrastrutture comunali.
Nonostante i buoni propositi del notabili comunali, Dorćol dovette attendere ben 21 anni prima che si iniziassero i lavori per la costruzione della parrocchia. La prima pietra fu posta il 12 maggio 1912 alla presenza del principe ereditario Alessandro Karađorđević, in un terreno poco distante da quello in cui era stata eretta la chiesa primitiva. Della progettazione venne incaricata Jelisaveta Načić, il primo architetto donna a laurearsi presso l'università di Belgrado. La costruzione s'interruppe a causa della partecipazione della Serbia alle guerre balcaniche e al primo conflitto mondiale, e venne ripresa solo nel 1927: fu dato incarico di realizzare l'opera agli architetti Vasilij Androsov e Petar J. Popović che demolirono le fondamenta realizzate in muratura dalla Načić e le ricostruirono in cemento armato, modificando tutto il progetto.
La solenne cerimonia di consacrazione fu celebrata dal patriarca Varnava Rosić il 23 novembre 1930 e vi prese parte, insieme ai notabili e ai finanziatori dell'opera, re Alessandro I che aveva appoggiato l'idea di tornare ad intitolare la parrocchia al santo guerriero russo.

## L'edificio

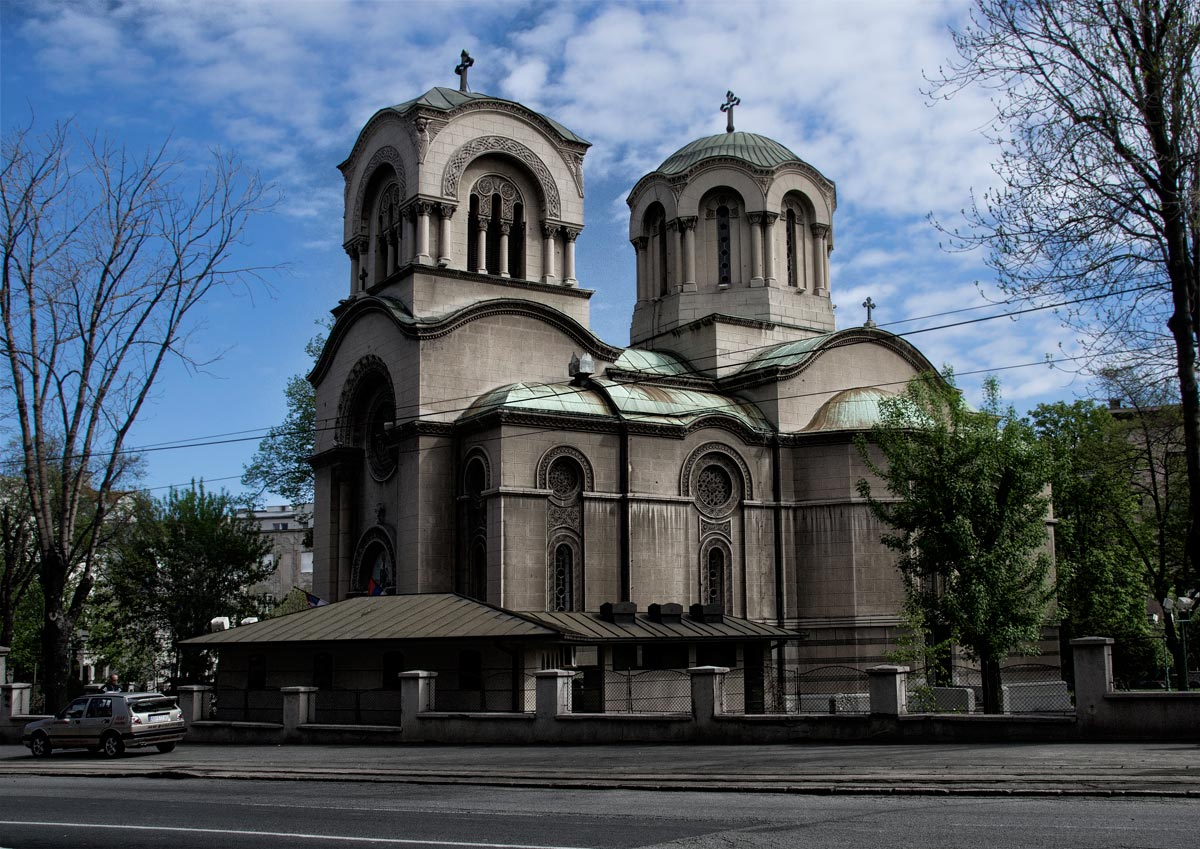
Vista dal lato meridionale

La chiesa è a pianta cruciforme con cupola centrale: l'architetto Androsov, pur demolendo le fondamenta dell'edificio costruito in mattoni nel 1912, ne mantenne inalterata la forma, e, per la sua realizzazione, si ispirò al gusto della scuola della Morava, lo stile artistico serbo del XIV secolo.
Dove la navata incontra il transetto, si eleva una cupola sorretta da pennacchi, in cui si aprono otto finestre monofore. Esternamente, la cupola ha forma ottagonale. Sul lato occidentale è presente il nartece, collegato alla navata da un corto corridoio. Al di sopra del nartece c'è la torre campanaria, a pianta quadrata, alta quanto la cupola e con le stesse dimensioni di pianta.
Sul lato orientale è presente l'abside che, sulla parte esterna presenta sei facciate: in quella centrale si apre una finestra sotto alla quale c'è una piccola porta che dà accesso all'area del santuario.

### Esterno

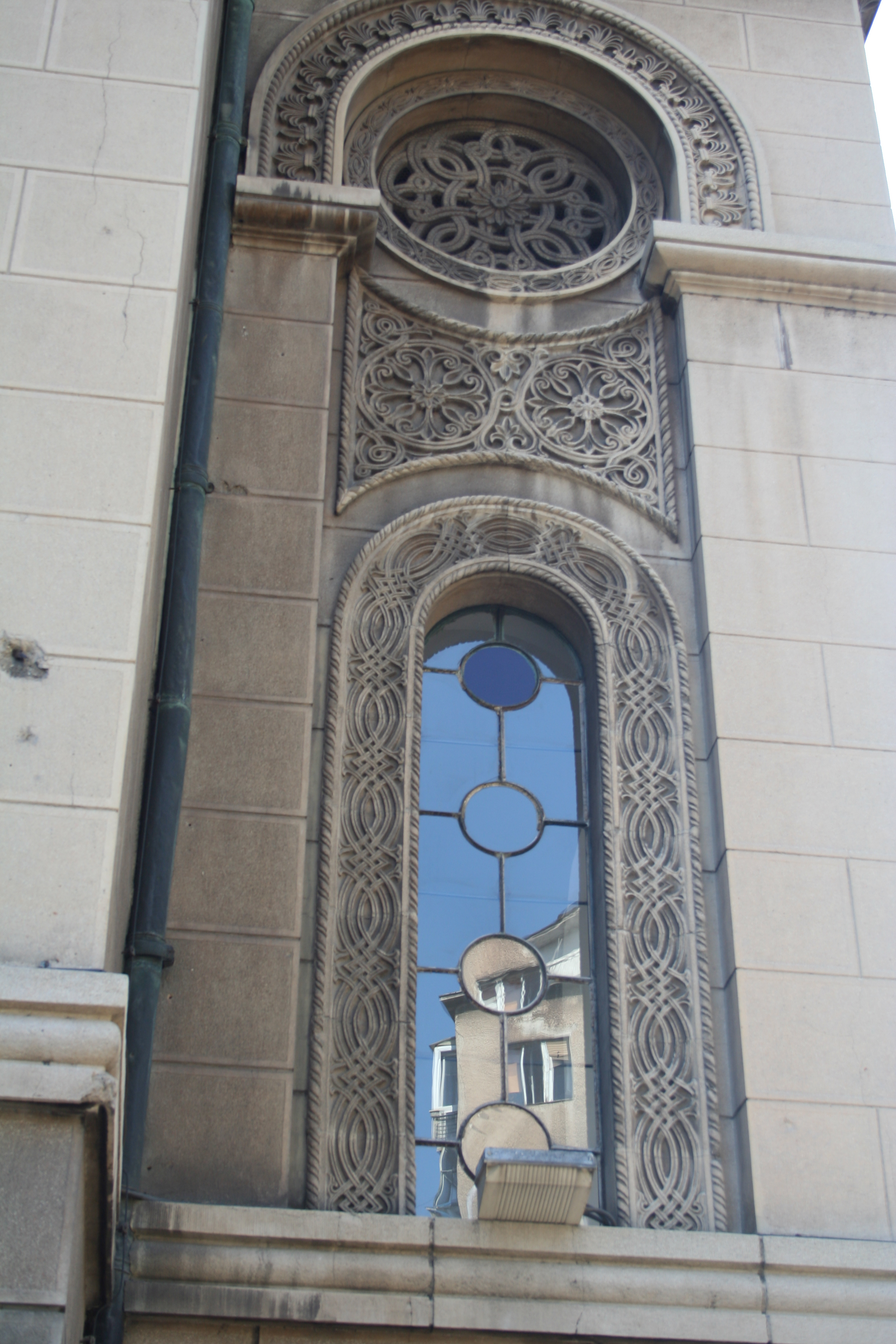
Decorazione delle finestre

La struttura portante dell'edificio è in cemento armato e le parti riempitive sono state realizzate in mattoni. La copertura esterna è tripartita: il registro inferiore parte dal livello della strada e arriva al piano di calpesito della chiesa; la decorazione è in marmo bianco con cui sono realizzate anche la scalinata sulla facciata principale e le scale più piccole sulle altre pareti. Il secondo registro è in pietra artificiale a fasce alternate di colore giallino e grigio; il terzo, quello più esteso, è in finta pietra di colore bianco ed è, a sua volta, suddiviso orizzontalmente in due parti separate da un cornicione.
Le finestre sono costituite da aperture monofore sormontate ognuna da un rosone, un rosone più grande si apre al di sopra della portone d'ingresso sulla facciata principale. I cornicioni, gli archivolti, gli intradossi e le cornici delle finestre e del portale sono state realizzate in marmo finemente lavorato con decorazioni ad intreccio floreale, ghirlande e rosette. Le finestre della cupola e le trifore del campanile sono fiancheggiate da colonnine marmoree con basi e capitelli intarsiati.
A di sopra del portale della facciata occidentale, all'interno di una lunetta, è posta un'icona realizzata a mosaico raffigurante il titolare della chiesa, Aleksandr Nevskij. Il tetto è ricoperto da lamine di rame che, con l'ossidazione, hanno assunto il tipico colore verde che è una delle caratteristiche peculiari della chiesa nel contesto degli edifici religiosi di Belgrado.

### Interno

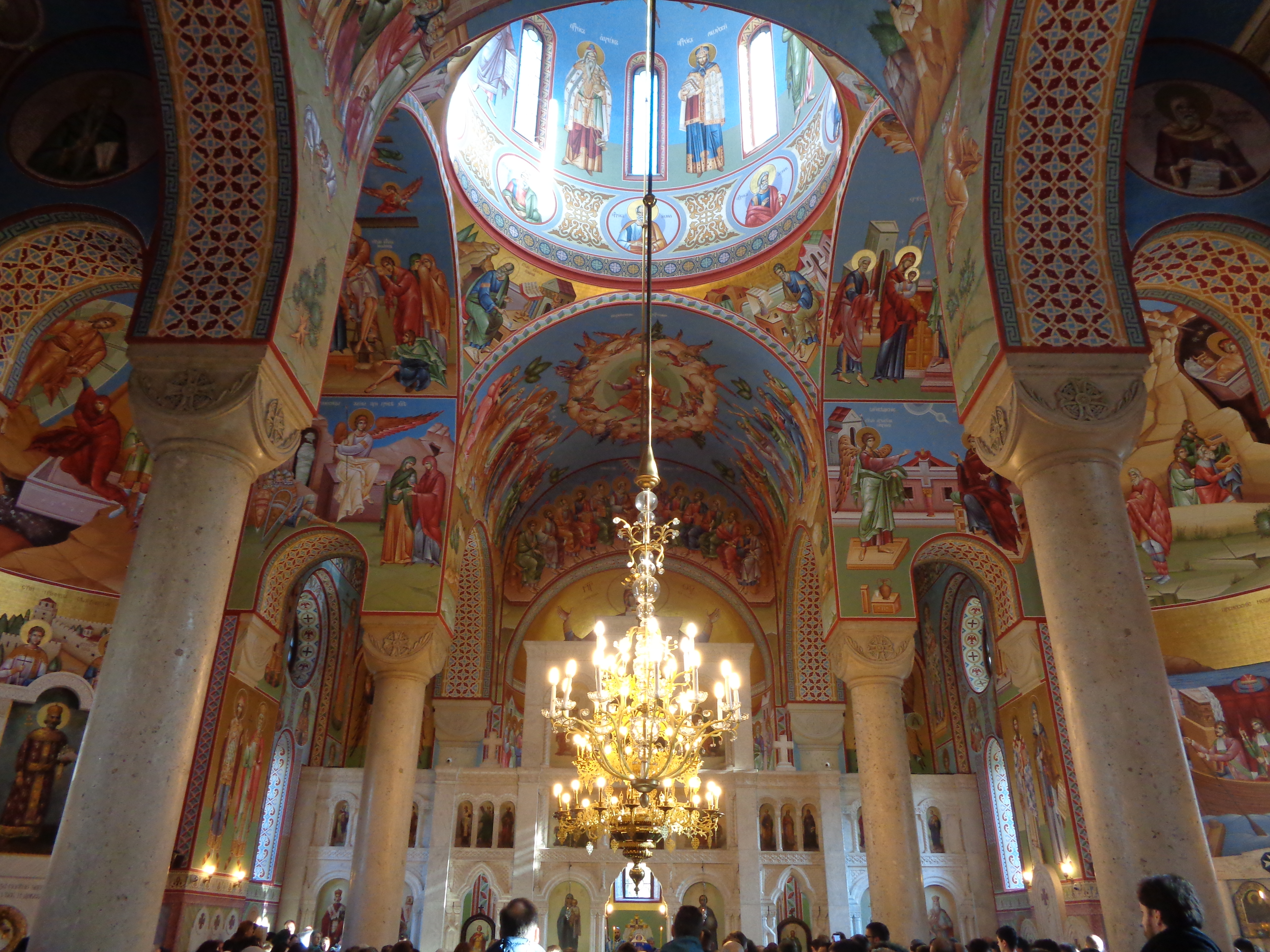
La navata

L'interno del tempio è un'ampia sala coperta da una cupola centrale sorretta da quattro colonne i cui capitelli in pietra sono decorati con croci dorate inserite in un motivo circolare finemente istoriato, e fiancheggiate da due ramoscelli d'ulivo anch'essi dorati. La navata e il transetto sono coperti da volte a botte, mentre i due cori ai lati estremi del transetto sono absidati e, quindi, sormonati da una semicupola. I pennacchi sono stati ultimamente decorati con le raffigurazioni dei quattro evangelisti, mentre all'interno della cupola è raffigurato il Cristo Pantocratore. L'opera di affrescatura delle pareti interne è iniziata nel primo decennio del XXI secolo ed è ancora in fase di esecuzione. La mancanza di una decorazione interna alla chiesa era stata preventivata già al momento della sua costruzione: per ovviare a questo inconveniente e creare un'atmosfera meno austera, le finestre furono dotate di vetrate policrome, in gran parte andate distrutte durante il bombardamento di Belgrado del 1941, ma di cui restano alcune parti.
La pavimentazione consiste in piastrelle color avorio, incorniciate da altre di colore scarlatto. Le piastrelle chiare richiamano il colore del marmo in cui è sono stati realizzati il trono episcopale, posto a ridosso della parete meridionale, e l'iconostasi: entrambi sono stati donati alla chiesa di Dorćol da re Alessandro I, anche se furono progettate per essere collocate nel mausoleo reale di Oplenac presso Topola.

## Galleria d'immagini

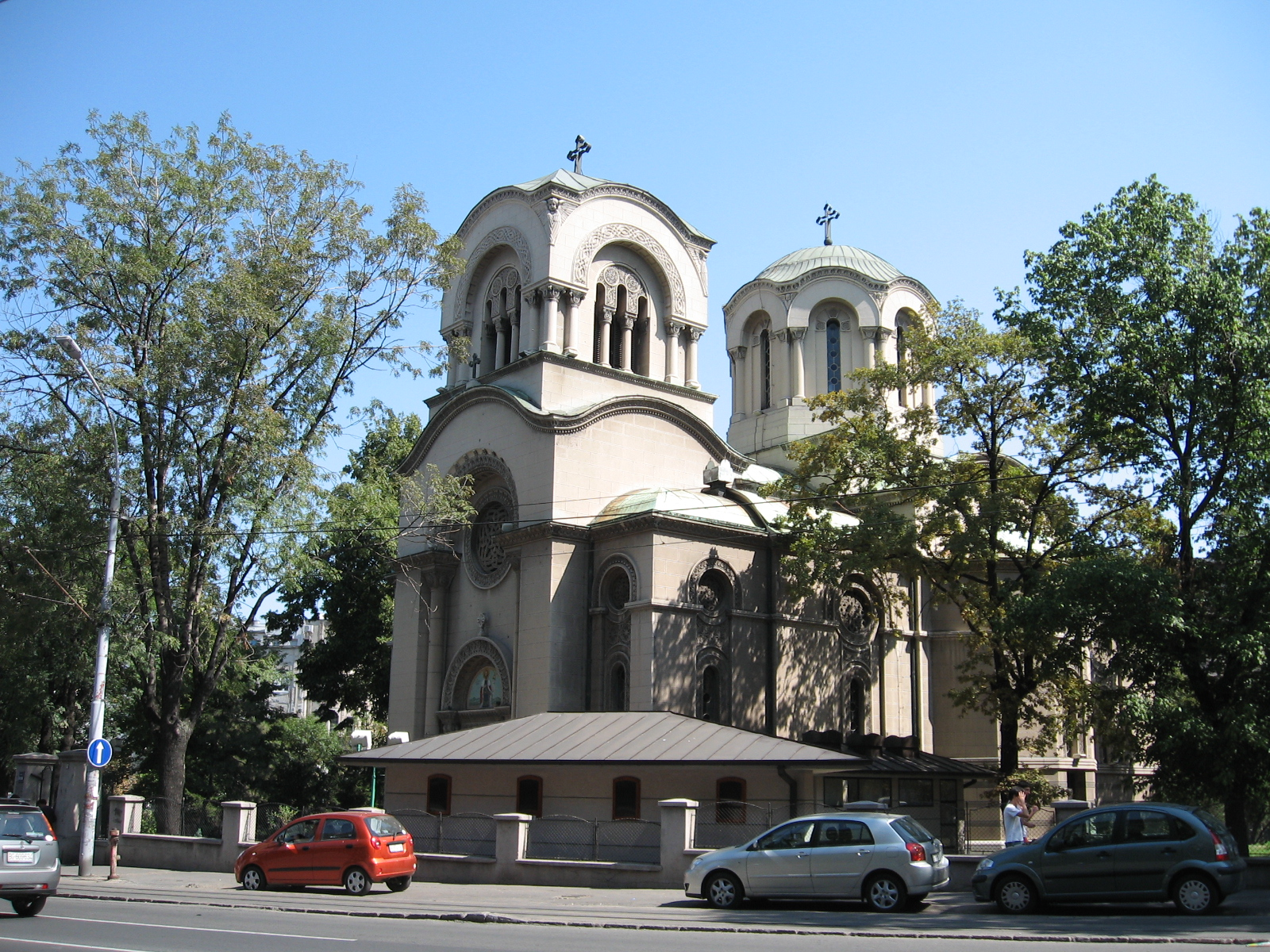
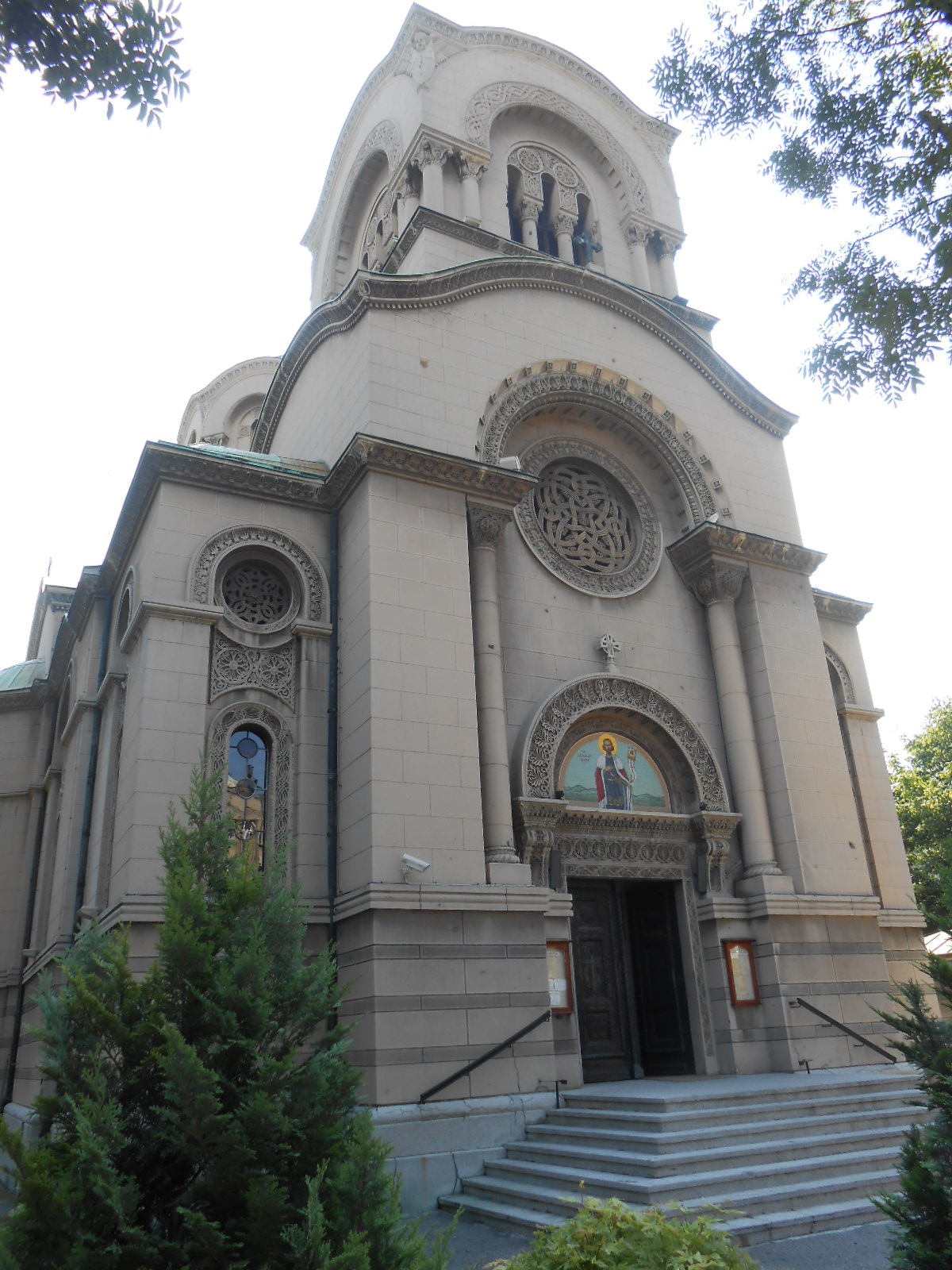
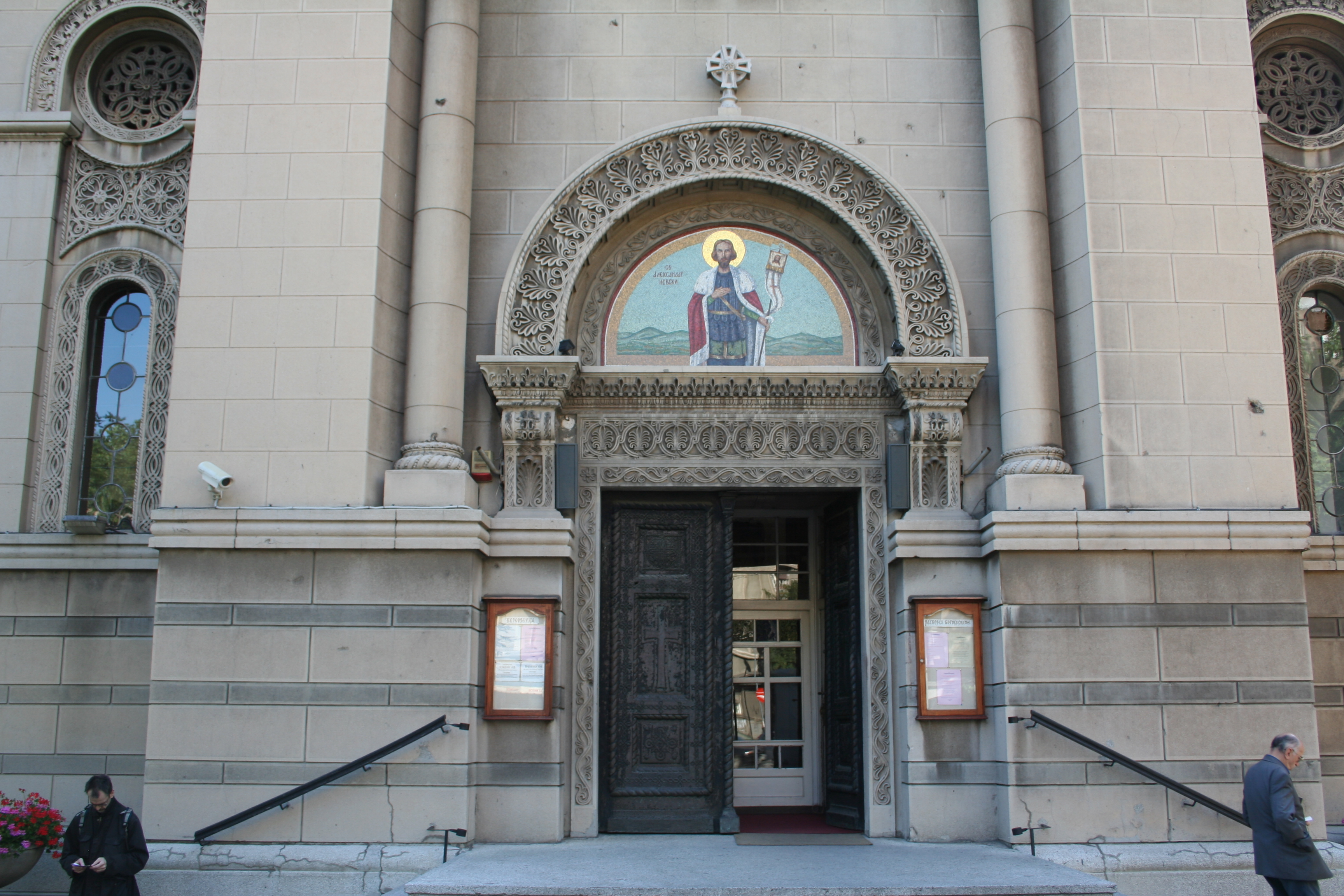
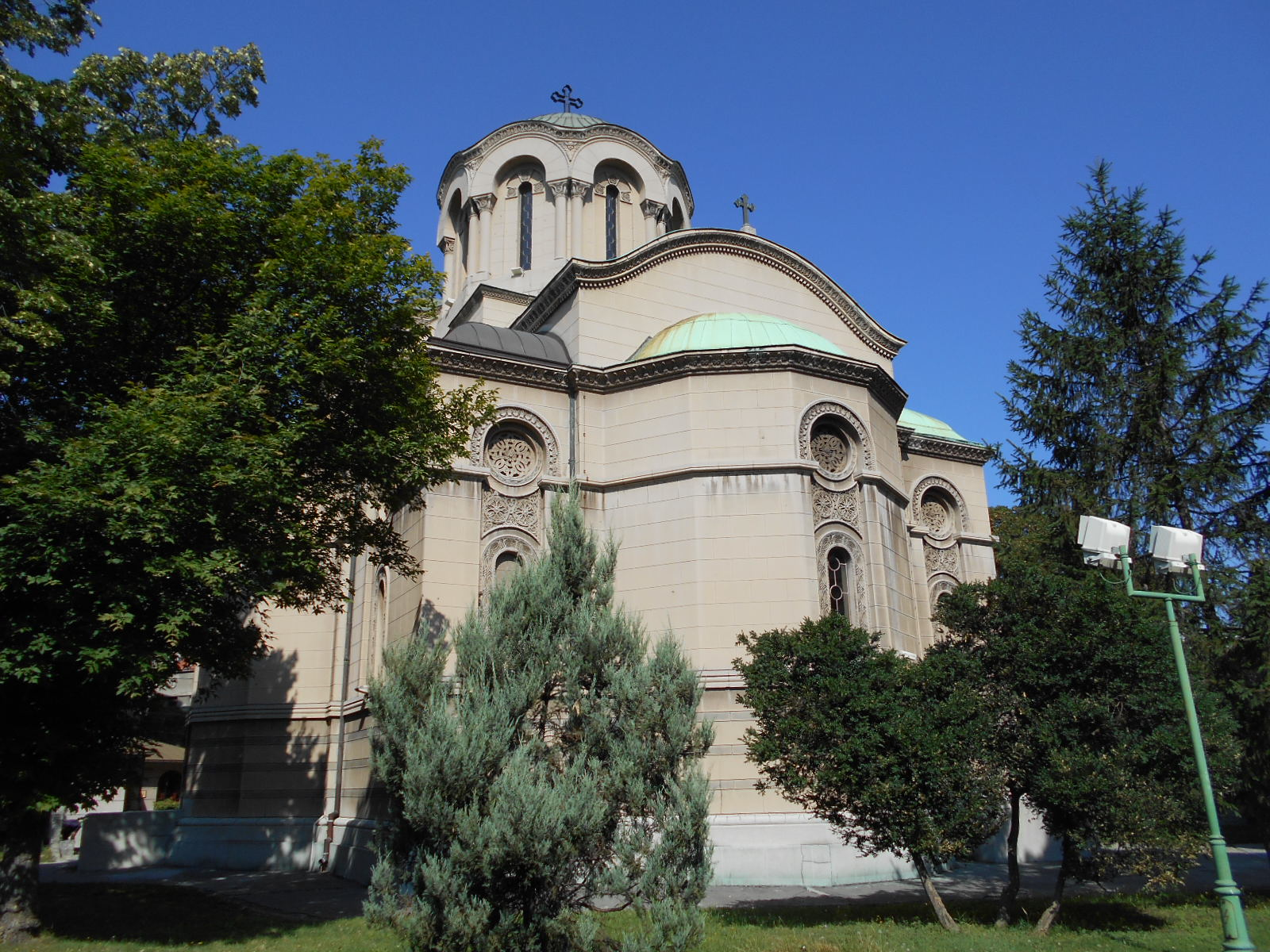
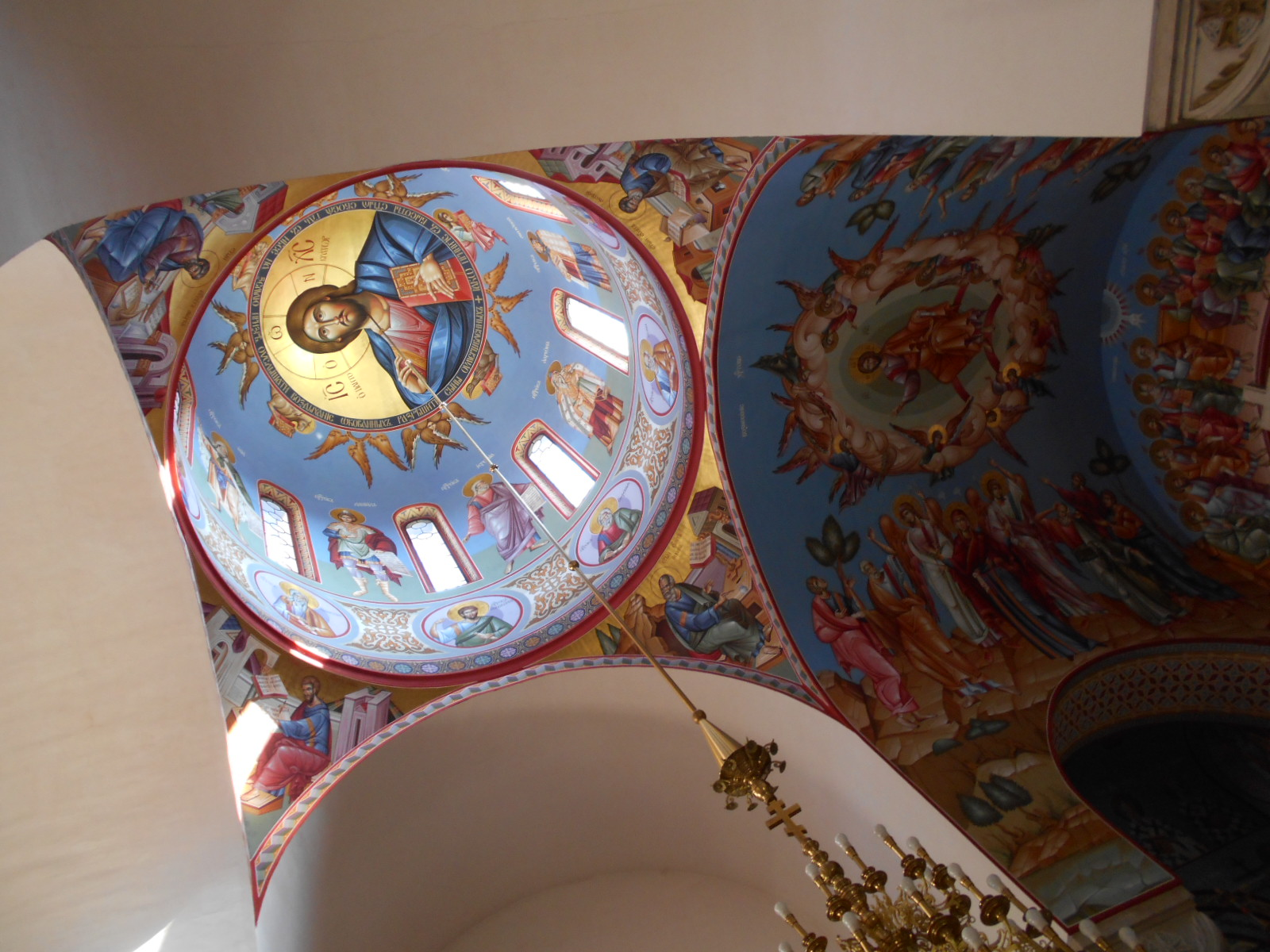
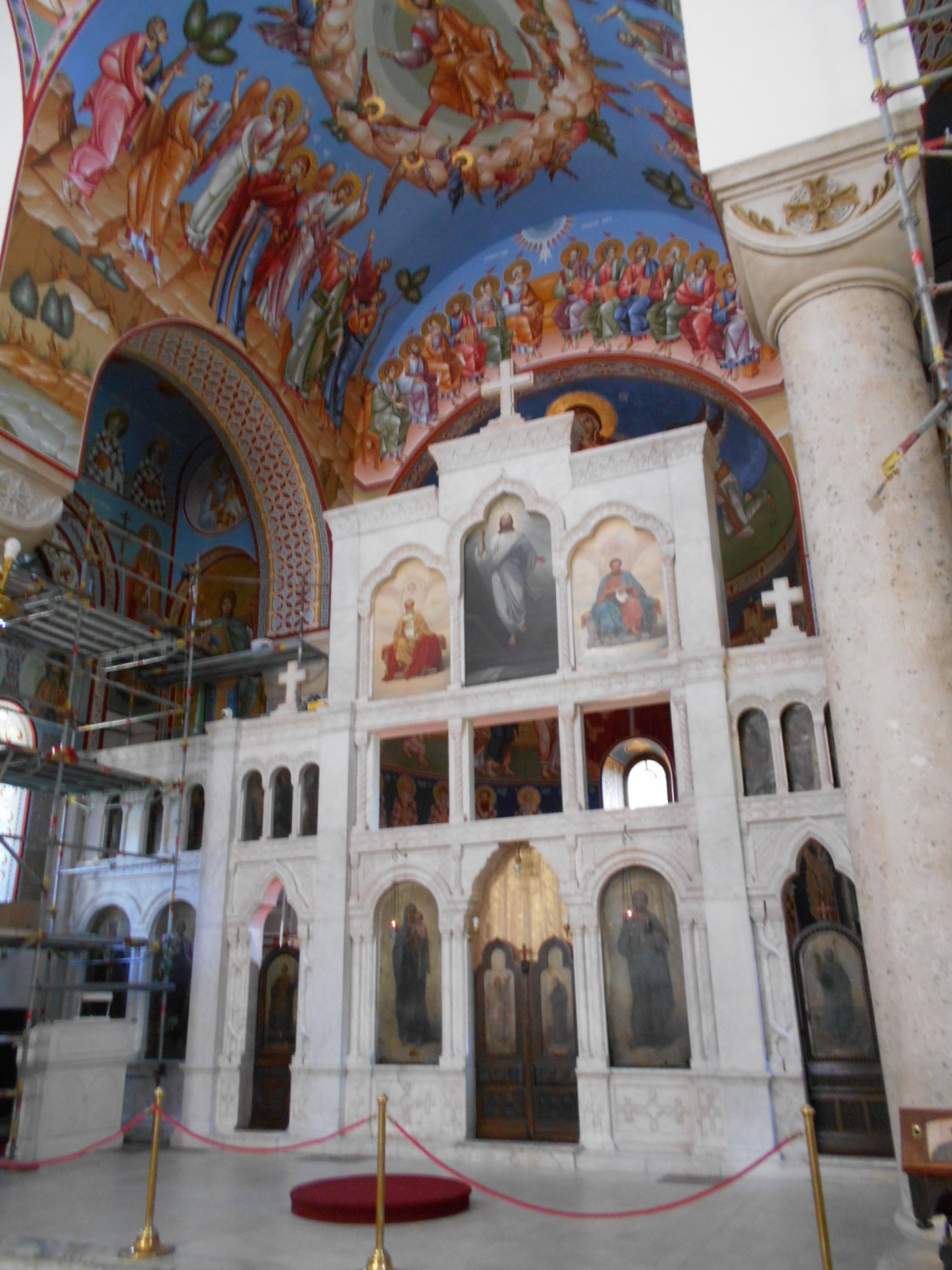
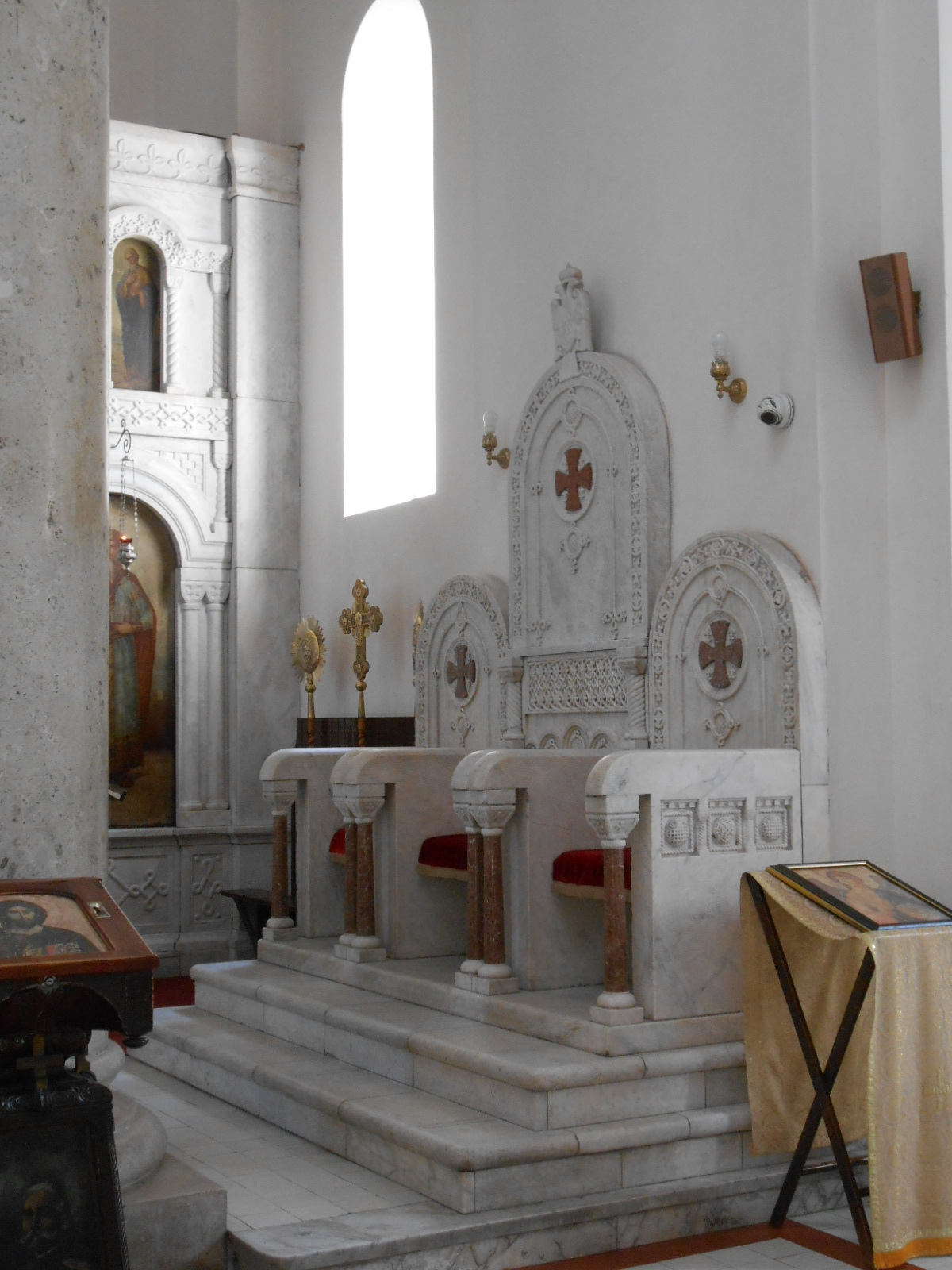